# Ambasadorowie Chin w Zimbabwe
Chińska Republika Ludowa posiada w Republice Zimbabwe swojego przedstawiciela w randze ambasadora od roku 1980.
| L.p. | Ambasador     | Okres pełnienia funkcji       |
| ---- | ------------- | ----------------------------- |
| 1.   | Chu Qiyuan    | czerwiec 1980 - grudzień 1984 |
| 2.   | Zheng Yaowen  | kwiecień 1985 - maj 1988      |
| 3.   | Song Guoqing  | lipiec 1988 - lipiec 1991     |
| 4.   | Gu Xin’er     | listopad 1991 - listopad 1995 |
| 5.   | Liu Guijin    | grudzień 1995 - styczeń 1998  |
| 6.   | Huang Guifang | kwiecień 1998 - maj 2000      |
| 7.   | Hou Qingru    | czerwiec 2000 - lipiec 2003   |
| 8.   | Zhang Xianyi  | wrzesień 2003 - grudzień 2006 |
| 9.   | Yuan Nansheng | grudzień 2006 - sierpień 2009 |
| 10.  | Xin Shunkang  | od sierpnia 2009              |